# El Rei Lear
El Rei Lear és considerada generalment com una de les més grans tragèdies de William Shakespeare, basada en la llegenda del Rei Leir, un Rei britó preromà. Fou escrita entre els anys 1603 i 1606.
La part del Rei Lear ha sigut representada per molts actors importants, però malgrat el fet que Lear és un home vell, sovint no es representa per actors d'una edat avançada, a causa del fet que es tracta d'un paper molt vigorós tant en la part física com si es considera l'emoció.

## Personatges
- El rei Lear: rei que precipita l'acció en confondre l'autèntic amor amb el fals, perd el poder i acaba embogint en adonar-se del seu error
- Cordèlia: filla menor de Lear, representa la fidelitat i els bons sentiments
- Goneril: filla gran de Lear, adopta trets masculins quan comença voluntàriament un adulteri, lidera tropes o tracta amb extrema violència els presoners
- Regan: filla mitjana de Lear, es comporta com la seva germana en la traïció i destaca per la seva gelosia per atreure Edmund
- Gloucester: noble que actua com a paral·lel del rei, ja que confon qui és el fill que l'estima. Roman sempre fidel al seu senyor i ajuda a tornar-lo al poder
- Edgar: fill de Gloucester, es disfressa diverses vegades per ajudar el retorn de la justícia i apareix com assenyat i valent
- Edmund: fill bastard de Gloucester, a qui traeix per ressentiment sobre el seu origen. Pacta amb les germanes Lear, qui volen tenir relacions amoroses amb ell. És l'únic personatge que es mostra sempre mogut pel càlcul i no la passió[1]
- Kent: un dels cavallers de Lear que el protegeixen de la seva pròpia follia
- Albany: marit de Goneril, covard però lleial al seu sobirà
- Cornwall: marit de Regan, participa en la traïció de la cort
- Bufó: company de Lear en tot moment, actua com a portaveu de la realitat
- Oswald: presentat com l'arquetip del mal criat que només vol ascendir socialment

## Argument
El rei Lear ja se sent massa gran per governar i planeja dividir el seu regne entre les seves tres filles, però vol saber quina l'estima més per donar-li el tros més gran. Les dues filles grans asseguren que l'estimen més que cap altra cosa al món però la petita, Cordèlia, assegura que només l'estima com correspon a una bona filla, per la qual cosa perd la seva herència i marxa a l'exili, on es casa amb el rei de França. Mentrestant els cortesans comencen diverses conspiracions per assegurar llur posició a la nova situació.
Lear s'hostatja primer a casa de Goneril, la filla gran, la qual el maltracta i intenta apartar-lo dels cavallers que romanen fidels. Quan s'adona d'aquesta traïció, cerca refugi a casa de la segona filla, Regan. Aquesta s'alia amb el fill de Gloucester per adquirir més poder. Afirma que la seva germana ha actuat correctament, vol fer fora el rei i els seus servents i el deixa al ras enmig d'una tempesta. Lear comença a embogir de desesperació.
Allà coneix el fill de Gloucester, disfressat de captaire foll i acaba al seu palau, on s'està tramant una altra traïció, ja que els cortesans liderats per Edmund descobreixen les cartes que permetrien escapar Lear cap a França. Edmund i les princeses fereixen cruelment Gloucester i el fan fora, i només els servents més humils intenten impedir-ho.
Malgrat els esforços de les germanes, Lear arriba a França amb Cordèlia, que intenta guarir-lo i el perdona per haver-la desterrat. Edgar, disfressat, s'assabenta de totes les trames a la cort i pacta amb Cordèlia per intentar impedir el triomf dels altres germans. Comença aleshores una guerra, on els britànics són derrotats però el rei i Cordèlia són fets presoners. Edmund ordena que pengin Cordèlia, mort que fa que el rei Lear mori també de pena. Els comtes hereten el poder reial i l'obra acaba amb un funeral general per la família de Lear.

## Temes
El tema de la correcta relació entre pares i fills és el que desencadena la trama en el cas de la diferència entre l'honestedat de Cordèlia i les intrigues de les seves germanes, però també està present en la subtrama entre el fill legítim i el bastard de Gloucester, que actua com a mirall o paral·lel del drama de la família reial. La incapacitat d'ambdós pares per distingir d'entrada entre l'autèntic amor filial i el fals acaba simbòlicament en bogeria i ceguesa.
L'error del rei és advertit pels seus homes i el bufó, qui entre bromes i versos sempre diu la veritat del que passa i actua com a anticipació del que succeirà. Un altre personatge que veu la veritat és justament un cavaller que es disfressa de servent, amb la qual cosa es torna a posar de manifest la diferència entre aparença i realitat, en aquest cas entre l'amor veritable i el que es declara. Les disfresses apareixeran també en la subtrama de Gloucester.
Un segon focus d'atenció és la bogeria. El rei es torna progressivament foll i dubta de si mateix per la decepció que sent en veure com el tracten les seves filles. Aquests dubtes, lligats a la seva edat, són expressats de manera repetida al llarg de l'obra i són augmentats pels comentaris dels traïdors, els quals afirmen que el rei no pot governar perquè ha perdut el seny. Després de la traïció de la segona filla, surt en la foscor durant una violenta tempesta i rebutja l'aixopluc, un altre símptoma que perd la capacitat de decidir.
Paradoxalment la bogeria és el que apropa a Lear a l'amor, primer per la compassió cap a altres que ho han perdut tot o cap al seu bufó, i després per la presència de Cordèlia. Només quan ha abandonat del tot l'estatus reial i és al carrer comença a valorar el que realment valen les relacions humanes.
El fals amor emergeix de nou en una subtrama sexual, on les germanes busquen Edmund, l'altre fill que es comporta com elles, reforçant el paral·lelisme entre les dues famílies que estructura tota la tragèdia. Els marits deixen d'ocupar un lloc rellevant (un mor i l'altre condemna els excessos de la seva muller) i el triangle dels antagonistes es reforça. Igualment els bons fills s'acosten, ja que Edgar disfressat només revela la seva identitat a Cordèlia i junts intenten restaurar la situació de justícia cap als seus pares.
Un darrer tema d'interès és el model de poder. El rei Lear recupera el tron, la justícia no triomfa pas, per això és una tragèdia. Es qüestiona la monarquia medieval, d'herència familiar i vincles de lleialtat entre vassalls. La nova política es basa en l'estratègia i l'ascens de noves classes socials, que són les que significativament acaben ocupant el buit de Lear.

## Traduccions catalanes
- 1908: El rei Lear, traducció d'Albert Albert i Torrellas
- 1912: Lo rei Lear, arromançada en estil de prosa per Anfòs Par
- 1945: El rei Lear, traducció de Josep Maria de Sagarra
- 1983: El rei Lear, traducció de José Luis Giménez Frontín
- 1985: El rei Lear, traducció de Salvador Oliva
- 2008: La tragèdia del rei Lear, traducció de Lluís Soler
- 2008: El rei Lear, traducció de Joan Sellent

## Adaptacions

### Cinema i vídeo
La primera adaptació cinematogràfica del Rei Lear va ser una versió alemanya de cinc minuts feta al voltant de 1905, que no ha sobreviscut. La versió més antiga existent és una versió d'estudi de deu minuts de 1909 per Vitagraph, que, segons Luke McKernan, va prendre la decisió desaconsellada d'intentar encabir-hi tant com fos possible de la trama. Dues versions mudes, ambdues titulades Re Lear, es van fer a Itàlia el 1910. D'aquestes, la versió del director Gerolamo Lo Savio es va filmar in situ, i va eliminar la subtrama d'Edgar i va utilitzar intertítols freqüents per fer la trama més fàcil de seguir que la seva predecessora Vitagraph. Aquesta versió surt al la compilació del British Film Institute Silent Shakespeare (1999). Es va utilitzar un escenari contemporani per a l'adaptació francesa de Louis Feuillade de 1911 Le Roi Lear Au Village, i el 1914 a Amèrica, Ernest Warde va ampliar la història a una hora, incloent-hi espectacles com ara una escena de batalla final.
La House of Strangers de Joseph Mankiewicz (1949), sovint es considera una adaptació de Lear, però els paral·lelismes són més sorprenents a Llança trencada (1954), en què un magnat del bestiar interpretat per Spencer Tracy tiranitza els seus tres fills, i només el més jove, Joe, interpretat per Robert Wagner, roman lleial.

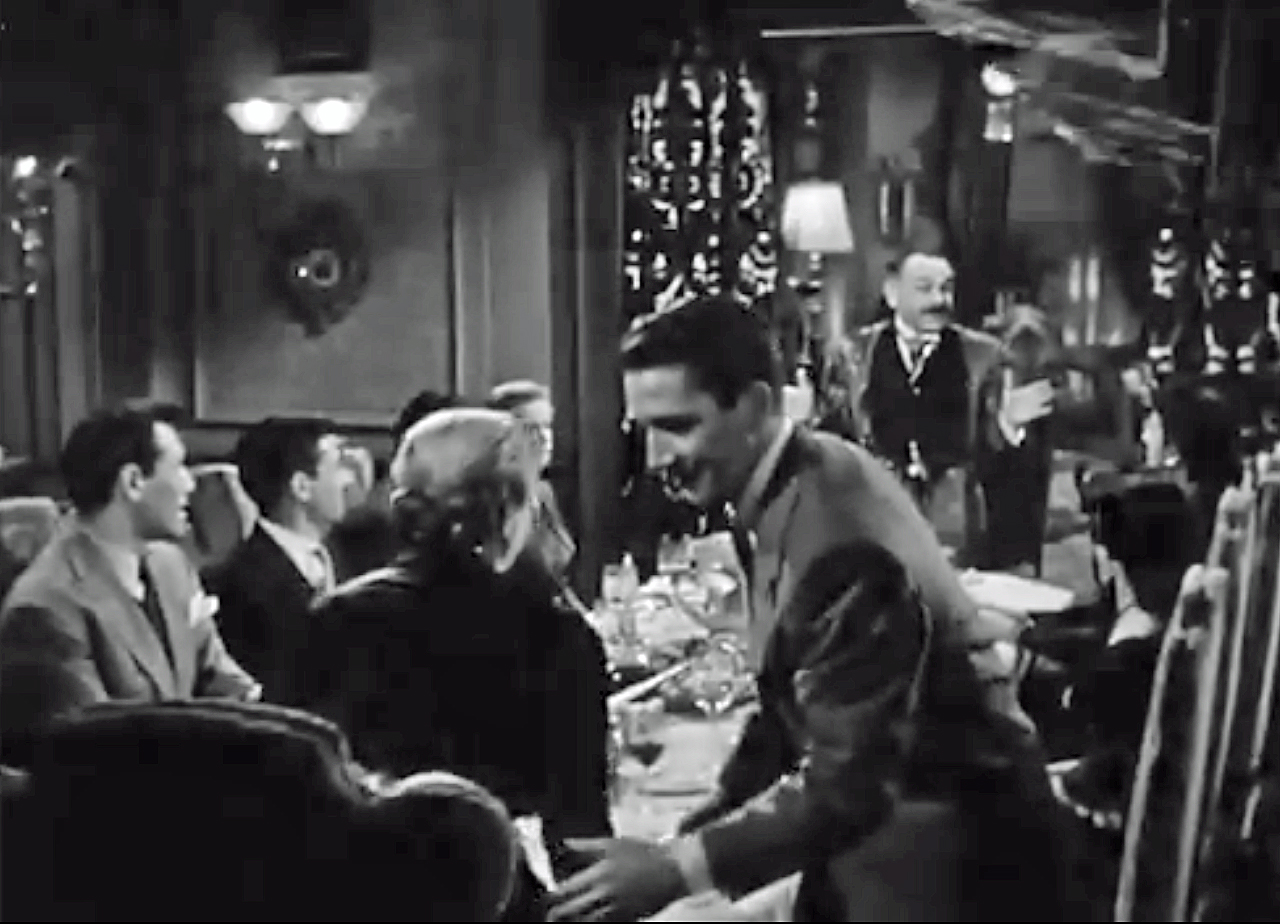
Captura de pantalla del tràiler de House of Strangers (1949).
«La pel·lícula té dos antecedents: referències bíbliques a Josep i els seus germans i al rei Lear.

La sèrie antològica televisiva Omnibus (1952–1961) va estrenar una versió de 73 minuts del Rei Lear el 18 d'octubre de 1953. Va ser adaptada per Peter Brook i protagonitzada per Orson Welles en el seu debut televisiu americà.
Dues versions cinematogràfiques del rei Lear daten de principis dels anys setanta: Korol Lir de Grigori Kózintsev, El títol original d'aquesta pel·lícula en escriptura ciríl·lica és Король Лир i les fonts el llatinitzen amb diferents grafies. Daniel Rosenthal el dóna com a Korol Lir, mentre que Douglas Brode el dóna com a Karol Lear  i la pel·lícula del rei Lear de Peter Brook, protagonitzada per Paul Scofield. La pel·lícula de Brook va dividir clarament la crítica: Pauline Kael va dir «No només no m'ha agradat aquesta producció, sinó que l'he odiat!» i va suggerir el títol alternatiu La nit dels morts vivents. Pauline Kael del New Yorker és citat per Douglas Brode. Tot i això, Robert Hatch a The Nation la va considerar un rodatge excel·lent de l'obra com es pot esperar i Vincent Canby a The New York Times la va qualificar com un Lear exaltant, ple d'un terror exquisit. Ambdós citats per Douglas Brode. La pel·lícula es va basar en les idees de Jan Kott, en particular la seva observació que El rei Lear va ser el precursor del Teatre de l'absurd, i que té paral·lelismes amb Fi de partida de Beckett. Els crítics a qui no els agrada la pel·lícula criden especialment l'atenció sobre la seva naturalesa desoladora des del principi: es queixen que el món de l'obra no es deteriora amb el sofriment de Lear, sinó que comença fosc, incolor i hivernal, deixant, segons Douglas Brode, Lear, la terra i nosaltres sense cap lloc on anar. La crueltat impregna la pel·lícula, que no distingeix entre la violència dels personatges aparentment bons i dolents, presentant-los tots dos de manera salvatge. Paul Scofield, com a Lear, evita el sentimentalisme: aquest vell exigent amb un grup de cavallers rebels provoca la simpatia del públic per les filles a les primeres escenes, i la seva presentació rebutja explícitament la tradició d'interpretar Lear com a pobre patriarca de cabells blancs.
Korol Lir ha estat elogiat pel crític Alexander Anikst per l'enfocament seriós, profundament reflexiu, i fins i tot filosòfic del director Grigori Kozintsev i l'escriptor Borís Pasternak. Fent una crítica lleugerament velada de Brook en el procés, Anikst va elogiar el fet que no hi va haver cap intent de sensacionalisme, cap esforç per 'modernitzar' Shakespeare introduint temes freudians, idees existencialistes, erotisme o perversió sexual. [Kozintsev]... simplement ha fet una pel·lícula de la tragèdia de Shakespeare.  Dmitri Xostakóvitx va proporcionar una partitura èpica, els seus motius incloïen una fanfàrria de trompeta (cada cop més irònica) per a Lear, i una Crida a la mort de cinc compassos que marcava la desaparició de cada personatge. Kozintzev va descriure la seva visió de la pel·lícula com una peça de conjunt: amb Lear, interpretat per un dinàmic Jüri Järvet, com el primer entre iguals en un repartiment de personatges completament desenvolupats. La pel·lícula destaca el paper de Lear com a rei incloent el seu poble al llarg de la pel·lícula a una escala que cap producció teatral podria emular, traçant el declivi del personatge central des del seu déu fins al seu igual indefens; el seu descens final a la bogeria marcat per la seva comprensió que ha descuidat els pobres miserables nus. A mesura que avança la pel·lícula, els personatges despietats —Goneril, Regan, Edmund— apareixen cada cop més aïllats en els plans, en contrast amb l'enfocament del director, al llarg de la pel·lícula, en masses d'éssers humans.
Jonathan Miller va dirigir dues vegades Michael Hordern en el paper principal per a la televisió anglesa, la primera per a l'obra de teatre del mes de la BBC el 1975 i la segona per a BBC Television Shakespeare el 1982. Hordern va rebre crítiques diverses i es va considerar una elecció agosarada a causa del seu historial d'acceptar papers molt més lleugers. També per a la televisió anglesa, Laurence Olivier va acceptar el paper en una producció televisiva de 1983 per a Granada Television. Va ser la seva última aparició a la pantalla en un paper shakespearià.
El 1985 va aparèixer una important adaptació cinematogràfica de l'obra: Ran, dirigida per Akira Kurosawa. En aquell moment, la pel·lícula japonesa més cara mai feta, explica la història de Hidetora, un senyor de la guerra japonès fictici del segle xvi, l'intent del qual de dividir el seu regne entre els seus tres fills condueix a un distanciament amb el més jove, i finalment el més lleial, d'ells, i finalment a una guerra civil. En contrast amb els grisos freds i apagats de Brook i Kozintsev, la pel·lícula de Kurosawa és plena de colors vibrants: escenes exteriors en grocs, blaus i verds, interiors en marrons i ambres, i els vestits codificats per colors d’Emi Wada, guanyadors d'un Oscar, per als soldats de cada membre de la família. Hidetora té una història de fons: un ascens violent i despietat al poder, i la pel·lícula retrata víctimes contrastades: els personatges virtuosos Sue i Tsurumaru, que són capaços de perdonar, i la venjativa Kaede (Mieko Harada), la nora de Hidetora i la dolenta de la pel·lícula, semblant a Lady Macbeth.
Una escena en què un personatge és amenaçat de quedar-se cec a la manera de Gloucester constitueix el clímax de la paròdia de terror de 1973 Teatre de sang. Es fa un ús còmic de la incapacitat de Sir per portar físicament qualsevol actriu que interpretés Cordelia davant del seu Lear a la pel·lícula de 1983 de l'obra teatral The Dresser. Where the Heart Is de John Boorman de 1990 presenta un pare que deshereta els seus tres fills malcriats. Francis Ford Coppola va incorporar deliberadament elements de Lear a la seva seqüela de 1990 El Padrí III, inclòs l'intent de Michael Corleone de retirar-se del crim i llançar el seu domini a l'anarquia, i el més evident la mort de la seva filla als seus braços. També s'han establert paral·lelismes entre el personatge d’Andy García, Vincent, i tant Edgar com Edmund, i entre el personatge de Talia Shire, Connie, i Kaede a Ran.
El 1997, Jocelyn Moorhouse va dirigir Heretaràs la terra, basada en la novel·la homònima de Jane Smiley, guanyadora del Premi Pulitzer, ambientada a l'Iowa dels anys noranta. L'acadèmic Tony Howard descriu la pel·lícula com la primera adaptació que aborda les dimensions sexuals inquietants de l'obra. La història es narra des del punt de vista de les dues filles grans, Ginny, interpretada per Jessica Lange, i Rose, interpretada per Michelle Pfeiffer, que van ser abusades sexualment pel seu pare quan eren adolescents. La seva germana petita, Caroline, interpretada per Jennifer Jason Leigh, havia escapat d'aquest destí i, en última instància, és l'única que li ha romàs lleial.
El 1998, la BBC va produir una versió televisada, dirigida per Richard Eyre, de la seva guardonada producció del Royal National Theatre de 1997, protagonitzada per Ian Holm com a Lear. El març de 2001, en una crítica publicada originalment a CultureVulture.net, el crític Bob Wake va observar que la producció era «particularment destacable per preservar la cèlebre actuació escènica d'Ian Holm en el paper principal. Els intèrprets estel·lars de Lear no sempre han tingut tanta sort». Wake va afegir que altres actuacions havien estat mal documentades perquè patien problemes tecnològics (Orson Welles), produccions televisades excèntriques (Paul Scofield) o es van filmar quan l'actor que interpretava Lear estava malalt (Laurence Olivier).
L'obra va ser adaptada al món dels gàngsters a My Kingdom, de Don Boyd (2001), una versió que difereix de totes les altres en començar amb el personatge de Lear, Sandeman, interpretat per Richard Harris, en una relació amorosa amb la seva dona. Però la seva mort violenta marca l'inici d'una cadena d'esdeveniments cada cop més desoladora i violenta (influenciada pel llibre documental Dark Heart, del coguionista Nick Davies) que, malgrat la negació del director que la pel·lícula tingués paral·lelismes seriosos amb l'obra de Shakespeare, en realitat reflecteix de prop aspectes de la seva trama.
A diferència del Lear de Shakespeare, però com Hidetora i Sandeman, el personatge central de l'adaptació televisiva americana del 2002 d’Uli Edel, King of Texas, John Lear, interpretat per Patrick Stewart, té una història de fons centrada en el seu violent ascens al poder com a terratinent més ric (metafòricament un rei) al Texas independent del general Sam Houston a principis de la dècada de 1840. Daniel Rosenthal comenta que la pel·lícula va poder, gràcies a haver estat encarregada pel canal de cable TNT, incloure un final més desolador i violent del que hauria estat possible a les cadenes nacionals. La pel·lícula en dues parts Second Generation, encarregada per Channel 4 el 2003, ambienta la història en el món de la manufactura i la música asiàtiques a Anglaterra.
La sèrie de televisió canadenca de comèdia dramàtica Slings & Arrows (2003–2006), que segueix un festival de teatre shakespearià fictici inspirat en el Festival de Stratford de la vida real a Ontario, dedica la seva tercera temporada a una producció problemàtica del Rei Lear. L'actor fictici que protagonitza Lear (interpretat per William Hutt, que a la vida real va interpretar Lear a l'escenari de Stratford tres vegades amb gran aclamació) rep el paper malgrat les preocupacions sobre la seva edat avançada i la seva mala salut, a més d'una addicció secreta a l'heroïna descoberta pel director del teatre. Finalment, l'estat mental de l'actor es deteriora fins que sembla creure que és el mateix Lear, vagant en una tempesta i més tard recitant les seves línies sense control. El mateix William Hutt tenia una salut deficient quan va filmar el paper televisiu i va morir menys d'un any després de l'estrena de la tercera temporada.
El 2008, es va estrenar una versió del Rei Lear produïda per la Royal Shakespeare Company amb Ian McKellen en el paper del Rei Lear.
A la comèdia romàntica del 2012 If I Were You, hi ha una referència a l'obra quan els personatges principals interpreten una versió femenina del Rei Lear ambientada en els temps moderns, amb Marcia Gay Harden en el paper de Lear i Leonor Watling com la bufona. Lear és una executiva d'un Imperi corporatiu en lloc d'un de literal, i és destituïda gradualment del seu càrrec.  L'obra poc convencional (i el seu repartiment) és un element argumental important de la pel·lícula.  La sèrie de televisió dramàtica musical americana Empire està parcialment inspirada en King Lear. De la mateixa manera, la sèrie Succession (2018-2023) de HBO es considera àmpliament una recreació moderna de King Lear.
Carl Bessai va escriure i dirigir una adaptació moderna del Rei Lear titulada The Lears. Estrenada el 2017, la pel·lícula va estar protagonitzada per Bruce Dern, Anthony Michael Hall i Sean Astin.
El 28 de maig de 2018, BBC Two va emetre El rei Lear, protagonitzada per Anthony Hopkins en el paper principal i Emma Thompson com a Goneril. Dirigida per Richard Eyre, l'obra presentava un ambient del segle xxi. Hopkins, als 80 anys, va ser considerat ideal per al paper i com a casa amb la pell de Lear pel crític Sam Wollaston.

### Ràdio i àudio
Font:
El primer enregistrament de l'Argo Shakespeare per a Argo Records va ser King Lear el 1957, dirigit i produït per George Rylands amb William Devlin en el paper principal, Jill Balcon com a Goneril i Prunella Scales com a Cordelia.
La Shakespeare Recording Society va enregistrar una producció d'àudio íntegra de llarga durada en LP el 1965 (SRS-M-232) dirigida per Howard Sackler, amb Paul Scofield com a Lear, Cyril Cusack com a Gloucester. Robert Stephens com a Edmund, Rachel Roberts, Pamela Brown i John Stride.
El Rei Lear es va emetre en directe al Tercer Programa de la BBC el 29 de setembre de 1967, protagonitzada per John Gielgud, Barbara Jefford, Barbara Bolton i Virginia McKenna com a Lear i les seves filles. Als estudis Abbey Road, John Lennon va utilitzar un micròfon connectat a una ràdio per sobregrabar fragments de l'obra (Acte IV, Escena 6) a la cançó  I Am the Walrus, que els Beatles estaven gravant aquella nit. Les veus gravades van ser les de Mark Dignam (Gloucester), Philip Guard (Edgar) i John Bryning (Oswald).
El 10 d'abril de 1994, la Renaissance Theatre Company de Kenneth Branagh va representar una adaptació radiofònica dirigida per Glyn Dearman, protagonitzada per Gielgud com a Lear, amb Keith Michell com a Kent, Richard Briers com a Gloucester, Dame Judi Dench com a Goneril, Emma Thompson com a Cordelia, Eileen Atkins com a Regan, Kenneth Branagh com a Edmund, John Shrapnel com a Albany, Robert Stephens com a Cornwall, Denis Quilley com a Burgundy, Sir Derek Jacobi com a France, Iain Glen com a Edgar i Michael Williams com a The Fool.
Naxos AudioBooks va llançar una producció d'àudio el 2002 amb Paul Scofield com a Lear, Alec McCowen com a Gloucester, Kenneth Branagh com a The Fool i un repartiment complet. Va ser nominada a un Premi Audie de Drama Audiovisual el 2003.
A l'octubre de 2017, Big Finish Productions va llançar una adaptació d'àudio del drama amb el repartiment complet. Adaptat per Nicholas Pegg. El repartiment complet estava protagonitzat per David Warner com el rei Lear, Lisa Bowerman com Regan, Louise Jameson com Goneril, Trevor Cooper com Oswald / Cavaller de Lear / Tercer Missatger, Raymond Coulthard (Edmund / Servent de Cornualla / Segon Missatger / Segon Cavaller), Barnaby Edwards (El rei de França / Vell / Herald), Ray Fearon (El duc de Cornualla), Mike Grady (El Boig), Gwilym Lee (Edgar / el duc de Borgonya), Tony Millan (El comte de Gloucester / Primer Missatger), Nicholas Pegg (El duc d'Albany / Servent de Gloucester / Curan) i Paul Shelley (El comte de Kent)

### Òpera
Giuseppe Verdi va encarregar un llibret per a una òpera proposada, Re Lear, però mai es va compondre cap música.
L'òpera Lear del compositor alemany Aribert Reimann es va estrenar el 9 de juliol de 1978.
L'òpera La visió de Lear del compositor japonès Toshio Hosokawa es va estrenar el 19 d'abril de 1998 a la Biennal de Munic.
L'òpera Kuningas Lear del compositor finlandès Aulis Sallinen es va estrenar el 15 de setembre de 2000.

### Novel·les
La novel·la A Thousand Acres de Jane Smiley, publicada el 1991 i guanyadora del Premi Pulitzer de Ficció, està basada en *El Rei Lear*, però ambientada en una granja d’Iowa el 1979 i narrada des de la perspectiva de la filla gran.
La novel·la Fool de Christopher Moore del 2009 és una recreació còmica del Rei Lear des de la perspectiva del bufó de la cort.
La novel·la Dunbar d’Edward St Aubyn del 2017 és una recreació moderna del Rei Lear, encarregada com a part de la sèrie de Shakespeare sobre Hogarth.
El 27 de març de 2018, Tessa Gratton va publicar una adaptació d'alta fantasia del Rei Lear titulada The Queens of Innis Lear amb Tor Books.
La novel·la de Preti Taneja del 2018 , We That Are Young, està basada en el Rei Lear i ambientada a l'Índia.
La novel·la del 2021 Learwife de JR Thorpe imagina la història de la dona de Lear i la mare dels seus fills, que no és present a l'obra.